# 1908 في الجزائر
الأحداث من عام 1908 في الجزائر.

## المواليد
ميلاد احمد بن قلوعة معطى إبن المكي إبن بن سعيدة وإبن نبية معطى بنت الطيب